# Парамоново (Корсаковский район)
Парамо́ново — деревня в Корсаковском районе Орловской области России. 
Административный центр Парамоновского сельского поселения в рамках организации местного самоуправления и в Парамоновского сельсовета в рамках административно-территориального устройства.

## География
Расположена на относительно равнинной местности с удобной дорожной развязкой, в 12 км от районного центра Корсаково. Через деревню проходят автодороги Новосиль — Корсаково, Хворостянка — Парамоново, Парамоново — Софийские Выселки — Мценск. До Тульской области 14 км.

## Название
Название произошло от фамилии Парамонов или имени Парамон, человека основавшего поселение-хутор — «выселки, маленькое селение, жители которого нередко связаны родственными отношениями».  

## История
Поселение на карте ПГМ конца XVIII века уже обозначено. Упоминается в «Городах и селениях Тульской губернии …» за 1857 год как Хутор при пруде и колодцах. В 1859 году население хутора составляли в основном крепостные помещичьи крестьяне и 71 человек военного ведомства. В селении насчитывалось 35 дворов. Хутор относился к приходу Николаевской церкви села Бредихино. В 1915 году в деревне насчитывалось 66 дворов. Имелась церковно-приходская школа.
До образования Корсаковского района деревня входила в Новосильский район, а ранее в — Новосильский уезд Тульской губернии.

## Население
| 1857 | 1859 | 1915 | 2002 | 2010 |
| ---- | ---- | ---- | ---- | ---- |
| 376  | ↘340 | ↗503 | ↘194 | ↗202 |

Согласно результатам переписи 2002 года, в национальной структуре населения русские составляли 97 % от жителей.